# Tim Mastnak
Tim Mastnak (* 31. Januar 1991 in Celje) ist ein slowenischer Snowboarder. Er startet in den Paralleldisziplinen.

## Werdegang
Mastnak startete im Januar 2008 in Imst erstmals im Europacup und belegte dabei den 71. Platz im Parallelslalom. Sein Debüt im Weltcup hatte er im März 2011 in Chiesa in Valmalenco, welches er auf dem 39. Platz im Parallel-Riesenslalom beendete. Im selben Monat gewann er dort bei den Juniorenweltmeisterschaften die Goldmedaille im Parallel-Riesenslalom und belegte im Parallelslalom den vierten Platz. Bei der Winter-Universiade 2011 in Erzurum errang er den vierten Platz im Parallel-Riesenslalom. Im Dezember 2013 holte er bei der Winter-Universiade in Monte Bondone die Bronzemedaille im Parallel-Riesenslalom. Im folgenden Monat erreichte er in Rogla mit dem vierten Platz im Parallel-Riesenslalom seine erste Top-Zehn-Platzierung im Weltcup. Bei den Snowboard-Weltmeisterschaften 2015 in Lachtal kam er auf den 30. Platz im Parallel-Riesenslalom und auf den 28. Rang im Parallelslalom und bei den Snowboard-Weltmeisterschaften 2017 in Sierra Nevada auf den 39. Platz im Parallel-Riesenslalom und auf den 32. Rang im Parallelslalom. In der Saison 2017/18 belegte er bei 12 Weltcupteilnahmen, viermal eine Top-Zehn-Platzierung. Dabei kam er in Kayseri mit Platz drei im Parallel-Riesenslalom erstmals im Weltcup aufs Podest und holte im Parallel-Riesenslalom in Scuol seinen ersten Weltcupsieg. Beim Saisonhöhepunkt, den Olympischen Winterspielen 2018 in Pyeongchang, errang er den 16. Platz im Parallel-Riesenslalom. Zum Saisonende holte er im Parallel-Riesenslalom in Rogla seinen ersten Sieg im Europacup und erreichte abschließend den 11. Platz im Parallel-Weltcup und den neunten Rang im Parallel-Riesenslalom-Weltcup.
In der folgenden Saison siegte Mastnak in Carezza und im Secret Garden Skiresort und gewann damit den Parallel-Riesenslalom-Weltcup. Zudem wurde er Zweiter im Parallelweltcup. Bei den Snowboard-Weltmeisterschaften 2019 in Park City holte er die Silbermedaille im Parallel-Riesenslalom. Nach Platz 14 in Cortina d’Ampezzo zu Beginn der Saison 2020/21, belegte er Platz drei im Parallel-Riesenslalom in Scuol und erreichte damit den 19. Platz im Parallelweltcup und den zehnten Platz im Parallel-Riesenslalom-Weltcup. Beim Saisonhöhepunkt, den Snowboard-Weltmeisterschaften 2021 in Rogla, belegte er den 17. Platz im Parallelslalom und den 13. Rang im Parallel-Riesenslalom. In der Saison 2021/22 wurde er mit fünf Top-Zehn-Platzierungen, darunter je einen zweiten und dritten Platz, Sechster im Parallel-Weltcup und Dritter im Parallel-Riesenslalom-Weltcup. Bei den Olympischen Winterspielen 2022 in Peking gewann er die Silbermedaille im Parallel-Riesenslalom.

## Teilnahmen an Weltmeisterschaften und Olympischen Winterspielen

### Olympische Spiele
- 2018 Pyeongchang: 16. Platz Parallel-Riesenslalom
- 2022 Peking: 2. Platz Parallel-Riesenslalom

### Weltmeisterschaften
- 2015 Kreischberg: 28. Platz Parallelslalom, 30. Platz Parallel-Riesenslalom
- 2017 Sierra Nevada: 32. Platz Parallelslalom, 39. Platz Parallel-Riesenslalom
- 2019 Park City: 2. Platz Parallel-Riesenslalom, 28. Platz Parallelslalom
- 2021 Rogla: 13. Platz Parallel-Riesenslalom, 17. Platz Parallelslalom
- 2023 Bakuriani: 12. Platz Parallel-Riesenslalom, 13. Platz Parallelslalom Team, 23. Platz Parallelslalom
- 2025 Engadin: 10. Platz Parallel-Riesenslalom, 10. Platz Parallelslalom, 15. Platz Parallel-Team

## Weltcupsiege und Weltcup-Gesamtplatzierungen

### Weltcupsiege
| Nr. | Datum             | Ort                     | Disziplin             |
| --- | ----------------- | ----------------------- | --------------------- |
| 1.  | 10. März 2018     | Scuol                   | Parallel-Riesenslalom |
| 2.  | 13. Dezember 2018 | Carezza                 | Parallel-Riesenslalom |
| 3.  | 23. Februar 2019  | Secret Garden Skiresort | Parallel-Riesenslalom |
| 4.  | 7. Dezember 2024  | Yanqing                 | Parallel-Riesenslalom |

### Weltcup-Gesamtplatzierungen
| Saison  | Parallel | Parallel | Parallel-Riesenslalom | Parallel-Riesenslalom | Parallelslalom | Parallelslalom |
| Saison  | Punkte   | Platz    | Punkte                | Platz                 | Punkte         | Platz          |
| ------- | -------- | -------- | --------------------- | --------------------- | -------------- | -------------- |
| 2010/11 | 19       | 69.      | -                     | -                     | -              | -              |
| 2011/12 | 255      | 38.      | -                     | -                     | -              | -              |
| 2012/13 | 256      | 38.      | 241                   | 30.                   | 16             | 65.            |
| 2013/14 | 579      | 26.      | 522                   | 17.                   | 57             | 44.            |
| 2014/15 | 439      | 33.      | 137                   | 38.                   | 302            | 32.            |
| 2015/16 | 783      | 21.      | 524                   | 15.                   | 259            | 29.            |
| 2016/17 | 887,1    | 25.      | 675,1                 | 24.                   | 212            | 26.            |
| 2017/18 | 3026     | 11.      | 2717                  | 9.                    | 309            | 23.            |
| 2018/19 | 4116     | 2.       | 3336                  | 1.                    | 780            | 15.            |
| 2019/20 | 1966     | 16.      | 1246                  | 16.                   | 720            | 11.            |
| 2020/21 | 152      | 19.      | 151                   | 10.                   | 1              | 44.            |
| 2021/22 | 324      | 6.       | 286                   | 3.                    | 38             | 23.            |
| 2022/23 | 276      | 14.      | 139                   | 13.                   | 137            | 8.             |
| 2023/24 | 268      | 13.      | 222                   | 9.                    | 46             | 24.            |
| 2024/25 | 537      | 7.       | 410                   | 6.                    | 127            | 11.            |